# ISO 3166-2:LY
ISO 3166-2:LY è uno standard ISO che definisce i codici geografici delle suddivisioni della Libia; è un sottogruppo dello standard ISO 3166-2.
I codici sono assegnati ai 22 distretti e sono formati dalla sigla LY- seguita da altre due lettere.

## Codici
| Codice | Distretto          |
| ------ | ------------------ |
| LY-BU  | al-Butnan          |
| LY-JA  | al-Jabal al-Akhdar |
| LY-JG  | al-Jabal al-Gharbi |
| LY-JI  | Gefara             |
| LY-JU  | Giofra             |
| LY-KF  | Cufra              |
| LY-MJ  | al-Marj            |
| LY-MB  | al-Murgub          |
| LY-WA  | al-Wahat           |
| LY-NQ  | al-Nuqat al-Khams  |
| LY-ZA  | Zawiya             |
| LY-BA  | Bengasi            |
| LY-DR  | Derna              |
| LY-GT  | Ghat               |
| LY-MI  | Misurata           |
| LY-MQ  | Murzuch            |
| LY-NL  | Nalut              |
| LY-SB  | Sebha              |
| LY-SR  | Sirte              |
| LY-TB  | Tripoli            |
| LY-WD  | Wadi al-Hayaa      |
| LY-WS  | Wadi al-Shatii     |